# Az Angel epizódjainak listája
Az Angel amerikai televíziós sorozat, amely a Buffy, a vámpírok réme című tévéfilmsorozat spin-offja. A sorozatot Joss Whedon, a Buffy megalkotója készítette, David Greenwalttal közösen. Az Angel 1999. október 5-én debütált, és öt évad (összesen 110 epizód) után 2004. május 19-én fejeződött be.

## Áttekintés
| Évad | Évad | Részek száma | Részek száma | Eredeti sugárzás    | Eredeti sugárzás | Magyar sugárzás     | Magyar sugárzás  |
| Évad | Évad | Részek száma | Részek száma | Évadbemutató        | Évadzáró         | Évadbemutató        | Évadzáró         |
| ---- | ---- | ------------ | ------------ | ------------------- | ---------------- | ------------------- | ---------------- |
|      | 1.   | 22           | 22           | 1999.október 5.     | 2000.május 22.   | n. a.               | n. a.            |
|      | 2.   | 22           | 22           | 2000.szeptember 26. | 2001.május 22.   | n. a.               | n. a.            |
|      | 3.   | 22           | 22           | 2001.szeptember 24. | 2002.május 20.   | n. a.               | n. a.            |
|      | 4.   | 22           | 22           | 2002.október 6.     | 2003.május 7.    | n. a.               | n. a.            |
|      | 5.   | 22           | 22           | 2003.október 1.     | 2004.május 19.   | 2008. szeptember 3. | 2008. október 2. |

## Epizód

### Első évad (1999-2000)
| Sor. | Év. | Cím                                        | Rendező          | Író              | Premier            | Gyártási szám |
| ---- | --- | ------------------------------------------ | ---------------- | ---------------- | ------------------ | ------------- |
| 1.   | 1.  | Az angyal városa (City Of)                 | Joss Whedon      | David Greenwalt  | 1999. október 5.   | 101           |
| 2.   | 2.  | Magányos szívek klubja (Lonely Hearts)     | James A. Contner | David Fury       | 1999. október 12.  | 102           |
| 3.   | 3.  | Sötétben (In the Dark)                     | Bruce Seth Green | Douglas Petrie   | 1999. október 19.  | 103           |
| 4.   | 4.  | Darabokba (I Fall to Pieces)               | Vern Gillum      | Joss Whedon      | 1999. október 26.  | 104           |
| 5.   | 5.  | Kísértethistória (Rm w/a Vu)               | Scott McGinnis   | David Greenwalt  | 1999. november 2.  | 105           |
| 6.   | 6.  | Értelem és érzelem (Sense & Sensitivity")  | James A. Contner | Tim Minear       | 1999. november 9.  | 106           |
| 7.   | 7.  | Legénybúcsú (Bachelor Party)               | David Straiton   | Tracey Stern     | 1999. november 16. | 107           |
| 8.   | 8.  | Felejthetetlen emlék (I Will Remember You) | David Grossman   | David Greenwalt  | 1999. november 23. | 108           |
| 9.   | 9.  | Hősök (Hero)                               | Tucker Gates     | Howard Gordon    | 1999. november 30. | 109           |
| 10.  | 10. | Doyle hagyatéka (Parting Gifts)            | James A. Contner | David Fury       | 1999. december 14. | 110           |
| 11.  | 11. | Rémálom (Somnambulist)                     | Winrich Kolbe    | Tim Minear       | 2000. január 18.   | 111           |
| 12.  | 12. | Terhes kapcsolat (Expecting)               | David Semel      | Howard Gordon    | 2000. január 25.   | 112           |
| 13.  | 13. | Fagyos szenvedély (She)                    | David Greenwalt  | David Greenwalt  | 2000. január 8.    | 113           |
| 14.  | 14. | Megszállottan (I've Got You Under My Skin) | R.D. Price       | David Greenwalt  | 2000. február 15.  | 114           |
| 15.  | 15. | A tékozló fiú (The Prodigal)               | Bruce Seth Green | Tim Minear       | 2000. február 22.  | 115           |
| 16.  | 16. | Az aréna (The Ring)                        | Nick Marck       | Howard Gordon    | 2000. február 29.  | 116           |
| 17.  | 17. | Örökkévalóság (Eternity)                   | Regis B. Kimble  | Tracey Stern     | 2000. április 4.   | 117           |
| 18.  | 18. | Egy régi ismerős (Five by Five)            | James A. Contner | Jim Kouf         | 2000. április 25.  | 118           |
| 19.  | 19. | A figyelő (Sanctuary)                      | Michael Lange    | Tim Minear       | 2000. május 2.     | 119           |
| 20.  | 20. | Háborús övezet (War Zone)                  | David Straiton   | Garry Campbell   | 2000. május 9.     | 120           |
| 21.  | 21. | Vakvágány (Blind Date)                     | Thomas J. Wright | Jeannine Renshaw | 2000. május 16.    | 121           |
| 22.  | 22. | A kezdet vége (To Shanshu in L.A.)         | David Greenwalt  | David Greenwalt  | 2000. május 23.    | 122           |

### Második évad (2000-2001)
| Sor. | Év. | Cím                                                         | Rendező             | Író             | Premier              | Gyártási szám |
| ---- | --- | ----------------------------------------------------------- | ------------------- | --------------- | -------------------- | ------------- |
| 23.  | 1.  | A tárgyalás (Judgment)                                      | Michael Lange       | Joss Whedon     | 2000. szeptember 26. | 201           |
| 24.  | 2.  | Tudsz róla, jártál ott? (Are You Now or Have You Ever Been) | David Semel         | Tim Minear      | 2000. október 3.     | 202           |
| 25.  | 3.  | Az első benyomás (First Impressions)                        | James A. Contner    | Shawn Ryan      | 2000. október 10.    | 203           |
| 26.  | 4.  | Az érinthetetlen (Untouched)                                | Joss Whedon         | Mere Smith      | 2000. október 17.    | 204           |
| 27.  | 5.  | Drága fiam (Dear Boy)                                       | David Greenwalt     | David Greenwalt | 2000. október 24.    | 205           |
| 28.  | 6.  | Angel köpenyében (Guise Will Be Guise)                      | Krishna Rao         | Jane Espenson   | 2000. november 7.    | 206           |
| 29.  | 7.  | Darla (Darla)                                               | Tim Minear          | Tim Minear      | 2000. november 14.   | 207           |
| 30.  | 8.  | Rahmon ládája (The Shroud of Rahmon)                        | David Grossman      | Jim Kouf        | 2000. november 21.   | 208           |
| 31.  | 9.  | A próbatétel (The Trial)                                    | Bruce Seth Green    | David Greenwalt | 2000. november 28.   | 209           |
| 32.  | 10. | Családi összejövetel (Reunion)                              | James A. Contner    | Tim Minear      | 2000. december 19.   | 110           |
| 33.  | 11. | Átértékelés (Redefinition)                                  | Michael Grossman    | Mere Smith      | 2001. január 16.     | 211           |
| 34.  | 12. | Véres pénz (Blood Money)                                    | R.D. Price          | Shawn Ryan      | 2001. január 23.     | 212           |
| 35.  | 13. | Boldog évfordulót (Happy Anniversary)                       | Bill L. Norton      | Joss Whedon     | 2001. február 6.     | 213           |
| 36.  | 14. | Szolgálat közben elhunyt (The Thin Dead Line)               | Scott McGinnis      | Jim Kouf        | 2001. február 13.    | 214           |
| 37.  | 15. | A visszatérés (Reprise)                                     | James Whitmore, Jr. | Tim Minear      | 2001. február 20.    | 215           |
| 38.  | 16. | Megvilágosodás (Epiphany)                                   | Thomas J. Wright    | Tim Minear      | 2001. február 27.    | 216           |
| 39.  | 17. | Vezeklés (Disharmony)                                       | Fred Keller         | David Fury      | 2001. április 17.    | 217           |
| 40.  | 18. | Zsákutca (Dead End)                                         | James A. Contner    | David Greenwalt | 2001. április 24.    | 218           |
| 41.  | 19. | Rokonok (Belonging)                                         | Turi Meyer          | Shawn Ryan      | 2001. március 1.     | 219           |
| 42.  | 20. | Túl a fellegeken (Over the Rainbow)                         | Fred Keller         | Mere Smith      | 2001. március 8.     | 220           |
| 43.  | 21. | Tisztánlátás (Through the Looking Glass)                    | Tim Minear          | Tim Minear      | 2001. március 15.    | 221           |
| 44.  | 22. | Otthon, édes otthon (There's No Place Like Plrtz Glrb)      | David Greenwalt     | David Greenwalt | 2001. március 22.    | 222           |

### Harmadik évad (2001-2002)
| Sor. | Év. | Cím                                       | Rendező          | Író                       | Premier              | Gyártási szám |
| ---- | --- | ----------------------------------------- | ---------------- | ------------------------- | -------------------- | ------------- |
| 45.  | 1.  | Örök szerelem (Heartthrob)                | David Greenwalt  | David Greenwalt           | 2001. szeptember 24. | 301           |
| 46.  | 2.  | A látomás (That Vision Thing)             | Bill L. Norton   | Jeffrey Bell              | 2001. október 1.     | 302           |
| 47.  | 3.  | A régi banda (That Old Gang of Mine)      | Fred Keller      | Tim Minear                | 2001. október 8.     | 303           |
| 48.  | 4.  | Élj az éjszakának (Carpe Noctem)          | James A. Contner | Scott Murphy              | 2001. október 15.    | 304           |
| 49.  | 5.  | Fred nélkül (Fredless)                    | Marita Grabiak   | Matt Smith                | 2001. október 22.    | 305           |
| 50.  | 6.  | Billy (Billy)                             | David Grossman   | Tim Minear & Jeffrey Bell | 2001. október 29.    | 306           |
| 51.  | 7.  | Az ivadék (Offspring)                     | Turi Meyer       | David Greenwalt           | 2001. november 5.    | 307           |
| 52.  | 8.  | Gyorsulás (Quickening)                    | Skip Schoolnik   | Jeffrey Bell              | 2001. november 12.   | 308           |
| 53.  | 9.  | Altatódal (Lullaby)                       | Tim Minear       | Tim Minear                | 2001. november 19.   | 309           |
| 54.  | 10. | Apa (Dad)                                 | Fred Keller      | David H. Goodman          | 2001. december 10.   | 310           |
| 55.  | 11. | Születésnap (Birthday)                    | Michael Grossman | Mere Smith                | 2002. január 14.     | 311           |
| 56.  | 12. | Gondoskodás (Provider)                    | Bill L. Norton   | Scott Murphy              | 2002. január 21.     | 312           |
| 57.  | 13. | Védőszárnyak alatt (Waiting in the Wings) | Joss Whedon      | Joss Whedon               | 2002. február 4.     | 313           |
| 58.  | 14. | Versek (Couplet)                          | Tim Minear       | Tim Minear & Jeffrey Bell | 2002. február 18.    | 314           |
| 59.  | 15. | Hűség (Loyalty)                           | James A. Contner | Mere Smith                | 2002. február 25.    | 315           |
| 60.  | 16. | Kialvatlanul (Sleep Tight)                | Terrence O'Hara  | David Greenwalt           | 2002. március 4.     | 316           |
| 61.  | 17. | Megbocsátás (Forgiving)                   | Turi Meyer       | Jeffrey Bell              | 2002. április 15.    | 317           |
| 62.  | 18. | Dupla, vagy semmi (Double or Nothing)     | David Grossman   | David H. Goodman          | 2002. április 22.    | 318           |
| 63.  | 19. | A számla (The Price)                      | Marita Grabiak   | David Fury                | 2002. április 29.    | 319           |
| 64.  | 20. | Az új világ (A New World)                 | Tim Minear       | Jeffrey Bell              | 2002. május 6.       | 320           |
| 65.  | 21. | Áldás (Benediction)                       | Tim Minear       | Tim Minear                | 2002. május 13.      | 321           |
| 66.  | 22. | Holnap (Tomorrow)                         | David Greenwalt  | David Greenwalt           | 2002. május 20.      | 322           |

### Negyedik évad (2002-2003)
| Sor. | Év. | Cím                                             | Rendező            | Író                                               | Premier            | Gyártási szám |
| ---- | --- | ----------------------------------------------- | ------------------ | ------------------------------------------------- | ------------------ | ------------- |
| 67.  | 1.  | Mélyponton (Deep Down)                          | Terrence O'Hara    | Steven S. DeKnight                                | 2002. október 6.   | 401           |
| 68.  | 2.  | Alapállapot (Ground State)                      | Michael Grossman   | Mere Smith                                        | 2002. október 13.  | 402           |
| 69.  | 3.  | A ház mindig nyer (The House Always Wins)       | Marita Grabiak     | David Fury                                        | 2002. október 20.  | 403           |
| 70.  | 4.  | Betlehemi zarándok (Slouching Toward Bethlehem) | Skip Schoolnik     | Jeffrey Bell                                      | 2002. október 27.  | 404           |
| 71.  | 5.  | Szuper szimmetria (Supersymmetry)               | Bill L. Norton     | Elizabeth Craft & Sarah Fain                      | 2002. november 3.  | 405           |
| 72.  | 6.  | Palackba zártan (Spin the Bottle)               | Joss Whedon        | Joss Whedon                                       | 2002. november 10. | 406           |
| 73.  | 7.  | Apokalipszis (Apocalypse, Nowish)               | Vern Gillum        | Steven S. DeKnight                                | 2002. november 17. | 407           |
| 74.  | 8.  | Habeas corpses (Habeas Corpses)                 | Skip Schoolnik     | Jeffrey Bell                                      | 2003. január 15.   | 408           |
| 75.  | 9.  | Az utazás hosszú napja (Long Day's Journey)     | Terrence O'Hara    | Mere Smith                                        | 2003. január 22.   | 409           |
| 76.  | 10. | Felébredni (Awakening)                          | James A. Contner   | David Fury & Steven S. DeKnight                   | 2003. január 29.   | 410           |
| 77.  | 11. | A lelketlen (Soulless)                          | Sean Astin         | Elizabeth Craft & Sarah Fain                      | 2003. február 5.   | 411           |
| 78.  | 12. | Kálvária (Calvary)                              | Bill L. Norton     | Jeffrey Bell & Steven S. DeKnight & Mere Smith    | 2003. február 12.  | 412           |
| 79.  | 13. | Mentő akció (Salvage)                           | Jefferson Kibbee   | David Fury                                        | 2003. március 5.   | 413           |
| 80.  | 14. | Kibocsátás (Release)                            | James A. Contner   | Steven S. DeKnight & Elizabeth Craft & Sarah Fain | 2003. március 12.  | 414           |
| 81.  | 15. | Orpheus (Orpheus)                               | Terrence O'Hara    | Mere Smith                                        | 2003. március 19.  | 415           |
| 82.  | 16. | Játékosok (Players)                             | Michael Grossman   | Jeffrey Bell & Elizabeth Craft & Sarah Fain       | 2003. március 26.  | 416           |
| 83.  | 17. | Kirekesztve (Inside Out)                        | Steven S. DeKnight | Steven S. DeKnight                                | 2003. április 2.   | 417           |
| 84.  | 18. | Boldog emberek (Shiny Happy People)             | Marita Grabiak     | Elizabeth Craft & Sarah Fain                      | 2003. április 9.   | 418           |
| 85.  | 19. | A bűvös golyó (The Magic Bullet)                | Jeffrey Bell       | Jeffrey Bell                                      | 2003. április 16.  | 419           |
| 86.  | 20. | Áldozat (Sacrifice)                             | David Straiton     | Ben Edlund                                        | 2003. április 23.  | 420           |
| 87.  | 21. | Békétlen (Peace Out)                            | Jefferson Kibbee   | David Fury                                        | 2003. április 330. | 421           |
| 88.  | 22. | Otthon (Home)                                   | Tim Minear         | Tim Minear                                        | 2003. május 7.     | 422           |

### Ötödik évad (2003-2004)
| Sor. | Év. | Cím                                                 | Rendező            | Író                                                      | Premier                                 | Gyártási szám |
| ---- | --- | --------------------------------------------------- | ------------------ | -------------------------------------------------------- | --------------------------------------- | ------------- |
| 89.  | 1.  | Kezdeti nehézség (Conviction)                       | Joss Whedon        | Joss Whedon                                              | 2003. október 1. 2008. szeptember 3.    | 501           |
| 90.  | 2.  | A szellemidéző (Just Rewards)                       | James A. Contner   | Történet: DAvid Fury Tévéjáték: David Fury & Ben Edlund  | 2003. október 8. 2008. szeptember 4.    | 502           |
| 91.  | 3.  | Vérfarkas (Unleashed)                               | Marita Grabiak     | Sarah Fain & Elizabeth Craft                             | 2003. október 15. 2008. szeptember 4.   | 503           |
| 92.  | 4.  | Pokoli támadás (Hell Bound)                         | Steven S. DeKnight | Steven S. DeKnight                                       | 2003. október 22. 2008. szeptember 9.   | 504           |
| 93.  | 5.  | Alvásmegvonás (Life of the Party)                   | Bill L. Norton     | Ben Edlund                                               | 2003. október 29. 2008. szeptember 9.   | 505           |
| 94.  | 6.  | Az ötös titka (The Cautionary Tale of Numero Cinco) | Jeffrey Bell       | Jeffrey Bell                                             | 2003. november 5. 2008. szeptember 11.  | 506           |
| 95.  | 7.  | Családi kötelék (Lineage)                           | Jefferson Kibbee   | Drew Goddard                                             | 2003. november 12. 2008. szeptember 11. | 507           |
| 96.  | 8.  | Az örök gyötrelem kelyhe (Destiny)                  | Skip Schoolnik     | David Fury & Steven S. DeKnight                          | 2003. november 19. 2008. szeptember 12. | 508           |
| 97.  | 9.  | A tilósban (Harm's Way)                             | Vern Gillum        | Elizabeth Craft & Sarah Fain                             | 2004. január 14. 2008. szeptember 15.   | 509           |
| 98.  | 10. | Hallucinációk (Soul Purpose)                        | David Boreanaz     | Brent Fletcher                                           | 2004. január 21. 2008. szeptember 16.   | 510           |
| 99.  | 11. | Ámokfutó vámpírvadász (Damage)                      | Jefferson Kibbee   | Steven S. DeKnight & Drew Goddard                        | 2004. január 28. 2008. szeptember 17.   | 511           |
| 100. | 12. | Ördögi terv (You're Welcome)                        | David Fury         | David Fury                                               | 2004. február 4. 2008. szeptember 18.   | 512           |
| 101. | 13. | Egy arc a múltból (Why We Fight)                    | Terrence O'Hara    | Drew Goddard & Steven S. DeKnight                        | 2004. február 11. 2008. szeptember 19.  | 513           |
| 102. | 14. | Átváltozás (Smile Time)                             | Ben Edlund         | Történet: Joss Whedon & Ben Edlund Tévéjáték: Ben Edlund | 2004. február 18. 2008. szeptember 22.  | 514           |
| 103. | 15. | A szarkofág (A Hole in the World)                   | Joss Whedon        | Joss Whedon                                              | 2004. február 25. 2008. szeptember 23.  | 515           |
| 104. | 16. | A feltámadt démon (Shells)                          | Steven S. DeKnight | Steven S. DeKnight                                       | 2004. március 3. 2008. szeptember 24.   | 516           |
| 105. | 17. | Pokolra szállás (Underneath)                        | Skip Schoolnik     | Elizabeth Craft & Sarah Fain                             | 2004. április 14. 2008. szeptember 25.  | 517           |
| 106. | 18. | Apa és fia (Origin)                                 | Terrence O'Hara    | Drew Goddard                                             | 2004. április 21. 2008. szeptember 26.  | 518           |
| 107. | 19. | Időzített bomba (Time Bomb)                         | Vern Gillum        | Ben Edlund                                               | 2004. április 28. 2008. szeptember 29.  | 519           |
| 108. | 20. | Riválisok (The Girl in Question)                    | David Greenwalt    | Steven S. DeKnight & Drew Goddard                        | 2004. május 5. 2008. szeptember 30.     | 520           |
| 109. | 21. | Hatalmi játszma (Power Play)                        | James A. Contner   | David Fury                                               | 2004. május 12. 2008. október 1.        | 521           |
| 110. | 22. | Végjáték (Not Fade Away)                            | Jeffrey Bell       | Jeffrey Bell & Joss Whedon                               | 2004. május 19. 2008. október 2.        | 522           |